# Seaforth (Minnesota)
Seaforth – miasto w Stanach Zjednoczonych, w stanie Minnesota, w hrabstwie Redwood.